# Trung tâm Thương mại Thế giới Dubai

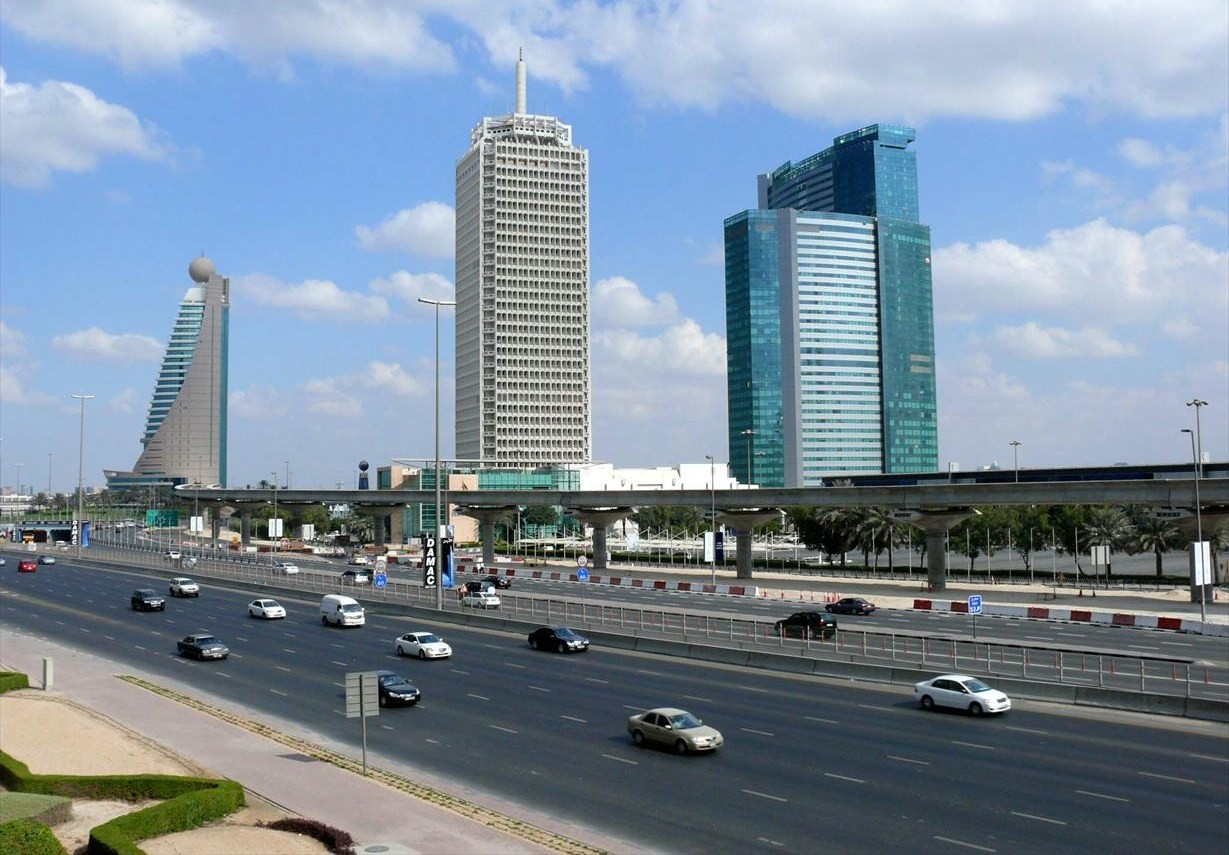
Tháp Trung tâm Thương mại Thế giới (giữa).

Trung tâm Thương mại Thế giới Dubai (DWTC), (tiếng Ả Rập: مركز دبي التجاري العالمي) là một tòa nhà chọc trời ở Dubai, Các Tiểu vương quốc Ả Rập Thống nhất, được xây dựng vào thời của Hoàng thân Sheikh Rashid bin Saeed Al Maktoum. Nó nằm dọc theo đường Sheikh Zayed, tại bùng binh Trung tâm thương mại. Nó được xây dựng vào năm 1979. Đây là một khu phức hợp được xây dựng cho các sự kiện và triển lãm gồm 1 tòa tháp, 8 phòng triển lãm, Trung tâm Hội nghị Quốc tế Dubai và các căn hộ dân cư. Tòa nhà được in trên tờ 100 dirham AED.
Tòa tháp có 39 tầng cao 149 mét, hầu hết các tầng được cho thuê cho mục đích thương mại. Vào thời điểm nó được xây dựng, nó là tòa nhà cao nhất ở Dubai. Khách thuê tòa nhà bao gồm: Federal Express (FedEx), General Motors, Johnson & Johnson, MasterCard International, Schlumberger, Sony, USA, công ty luật Curtis, Mallet-Prevost, Colt & Mosle LLP và các lãnh sự quán của Ý, Nhật Bản, Tây Ban Nha, Thụy Sĩ, Thổ Nhĩ Kỳ và Hoa Kỳ.
Với gần 121.000 km² không gian triển lãm và sự kiện, bao gồm 21 hội trường và hơn 40 phòng họp, Trung tâm Thương mại Thế giới Dubai tổ chức hơn 500 sự kiện hàng năm. Năm 2015, địa điểm tổ chức 396 sự kiện thương mại và đón hơn 2,74 triệu lượt khách.

## Lịch sử
Được xây dựng vào năm 1979, Tháp Sheikh Rashid, cái tên được biết đến hồi đó, là một trong những tòa nhà chọc trời đầu tiên được xây dựng ở Dubai. Được đổi tên sau khi Sheikh Rashid Bin Saeed Al Maktoum mất. Trong những năm qua, Trung tâm Thương mại Thế giới Dubai đã được mở rộng để bao gồm Hội trường Triển lãm, Hội trường Sheikh Rashid và Hội trường Maktoum cũng như Phòng khiêu vũ Al Mulaqua, Hội trường Sheikh Saeed, Hội trường Za’abeel và Đấu trường Trung tâm Thương mại. Ngoài ra, các tòa nhà thương mại đã được lên kế hoạch xây dựng bao gồm Tháp hội nghị và dự án phát triển One Central với một số tòa nhà hỗn hợp.

## Tái phát triển
Các tiện ích dịch vụ dự kiến bao gồm trung tâm hội nghị, văn phòng dân cư và tòa tháp, hai khách sạn năm sao và trung tâm mua sắm cùng bãi xe sức chứa 8.300 xe hơi. Dự án sẽ có giá 16 tỷ AED. Công việc xây dựng đã bị trì hoãn khoảng chín tháng và dự kiến sẽ hoàn thành vào quý 3 năm 2011.